# Alota
Alota ist eine Ortschaft im Departamento Potosí im Hochland des südamerikanischen Anden-Staates Bolivien.

## Lage im Nahraum
Alota ist zentraler Ort im Kanton Alota und zweitgrößte Ortschaft der Provinz Enrique Baldivieso. Die Ortschaft liegt auf einer Höhe von 3816 m am südlichen Rand des Stratovulkan Cerro San Agustín, der eine Höhe von 5357 m erreicht. In nordöstlicher Richtung fließt an der Ortschaft der Río Alota vorbei, acht Kilometer östlich der Ortschaft liegt die Laguna Tarija.

## Geographie
Alota liegt auf dem bolivianischen Altiplano zwischen den Anden-Gebirgsketten der Cordillera Occidental im Westen und der Cordillera de Lípez im Südosten.
Das Klima in dieser Region im Südwesten des Landes ist arid, nur von Januar bis März fallen nennenswerte Niederschläge zwischen 10 und 30 mm im Monat (siehe Klimadiagramm Avaroa), in den restlichen neun Monaten fällt nur sporadisch Niederschlag. Die mittlere Jahrestemperatur der Region liegt bei etwa 7 °C, die Monatsdurchschnittstemperaturen schwanken nur unwesentlich zwischen 3 °C im Juli und 10 °C im Januar.

## Verkehrsnetz
Alota liegt in einer Entfernung von 343 Straßenkilometern südwestlich von Potosí, der Hauptstadt des gleichnamigen Departamentos.
Von Potosí aus führt die Nationalstraße Ruta 5 über 198 Kilometer in südwestlicher Richtung bis Uyuni, das am Salar de Uyuni gelegen ist. Südlich von Uyuni führt eine teilweise unbefestigte Landstraße weiter in südwestlicher Richtung über San Cristóbal und erreicht nach 145 Kilometern Alota. Zwei Kilometer hinter Alota zweigt eine Piste nach Norden ab, die nach 35 Kilometern die Provinzhauptstadt San Agustín erreicht.

## Bevölkerung
Die Einwohnerzahl der Ortschaft ist in den vergangenen beiden Jahrzehnten um etwa ein Drittel angestiegen:
| Jahr | Einwohner | Quelle       |
| ---- | --------- | ------------ |
| 1992 | 338       | Volkszählung |
| 2001 | 515       | Volkszählung |
| 2012 | 436       | Volkszählung |
| 2024 |           | Volkszählung |

Die Region weist einen hohen Anteil an Quechua-Bevölkerung auf, in der Provinz Baldivieso sprechen 95,5 Prozent der Bevölkerung die Quechua-Sprache.